# Liste der Monuments historiques in Saint-Martin-de-Juillers
Die Liste der Monuments historiques in Saint-Martin-de-Juillers führt die Monuments historiques in der französischen Gemeinde Saint-Martin-de-Juillers auf.

## Liste der Bauwerke
| Bezeichnung      | Beschreibung              | Standort | Kennzeichnung | Schutzstatus | Datum | Bild           |
| ---------------- | ------------------------- | -------- | ------------- | ------------ | ----- | -------------- |
| Kirche St-Martin | Erbaut im 12. Jahrhundert | (Lage)   | PA00105204    | Classé       | 1990  | weitere Bilder |

## Liste der Objekte
| Bezeichnung | Beschreibung            | Standort                       | Kennzeichnung | Schutzstatus | Datum | Bild |
| ----------- | ----------------------- | ------------------------------ | ------------- | ------------ | ----- | ---- |
| Glocke      | Bronze, 16. Jahrhundert | in der Kirche St-Martin (Lage) | PM17002609    | Inscrit      | 2015  |      |